# キリストの哀悼 (ボッティチェッリ、ミラノ)
『キリストの哀悼』（きりすとのあいとう、伊: Compianto sulCristo morto、英: Lamentation over the Dead Christ）は、1490年から1495年の間に制作された、イタリアのルネサンス期の巨匠、サンドロ・ボッティチェッリによる絵画である。絵画は、もともとフィレンツェのサンタ・マリア・マッジョーレ教会に保管されていた。現在はミラノのポルディ・ペッツォーリ美術館に収蔵されている。本作は、ボッティチェッリの『キリストの哀悼』の2点の作品のうちの1点で、もう1点は1492年頃に制作され、現在、ミュンヘンのアルテ・ピナコテークに所蔵されている。

## 概要
絵画は、キリストの死に対する嘆き（大きな悲しみや深い悲しみの表現）を描いている。聖母マリアは死せるキリストを膝に乗せて垂直に座っており、キリストの体は非常に小さく見える。 2人の身体の配置は、イタリア語で「哀れみ」を意味し、死せるキリストを悼む聖母マリアの表現である「ピエタ」を形成している。3人のマリアは絶望を表現する内側の人物群の周囲にいる。マグダラのマリアは混乱の中でキリストの足元に跪いている。洗礼者聖ヨハネは聖母の背後に座し、聖母を落ち着かせようとしてその頭部を抱きしめている。アリマタヤのヨセフは、茨の冠と3本の釘を持って、人物群の背後に立っている。ボッティチェッリは捩じられ、歪んだポーズで人物を描いており、自然主義的規則を絵画に適用していない。代わりに、画家は自身の個人的な好みである幾何学的描写を用いている。この幾何学的様式は、以後に登場する第3世代のルネサンスの画家たちに影響を与えた。

## 画家の制作的背景
サンドロ・ボッティチェッリ（本名: アレッサンドロ・ディ・マリアーノ・フィリペーピ）は、1445年に生まれた第2世代のルネサンス画家であった。綽名は「ボッティチェッリ」で、「小さな樽」を意味する。ルネサンスは14世紀にイタリアで始まったが、この期間に芸術、建築、彫刻に劇的な変化が起こった。ボッティチェッリは、抒情的な芸術の潮流で最も強力な画家の一人として知られている。ボッティチェッリは、後の特に宗教をテーマにした作品において、より個人的な様式を発展させたが、それはジロラモ・サヴォナローラの影響を受けたためだと考えられている。ボッティチェッリの作品のレパートリーには、宗教的な作品、神話的主題の作品、肖像画、祭壇画、聖母子像が含まれていた。有名な作品として、『ヴィーナスの誕生』 、『プリマヴェーラ』 、『神秘の降誕』などが挙げられる。

## 関連作品
- キリストの哀悼（ボッティチェッリ）